# China Merchants Shekou Industrial Zone Holdings
China Merchants Shekou Industrial Zone Holdings Company Limited (CMSK или 招商蛇口) — крупный китайский оператор недвижимости (входит в сотню крупнейших компаний страны), дочерняя структура государственного конгломерата China Merchants. Занимается комплексным городским развитием, строительством объектов, инвестирует в различные проекты недвижимости (промышленные и технологические парки, жилые, торговые, офисные, медицинские и выставочные комплексы, транспортная инфраструктура, в том числе круизные терминалы).
Компания активно участвует в программе «Один пояс и один путь». По состоянию на 2019 год выручка CMSK составляла 12,1 млрд долл., прибыль — 2,3 млрд долл., активы — 61,6 млрд долл., рыночная стоимость — 26,8 млрд долл., в компании работало 24,8 тыс. сотрудников.

## История
В 1979 году государственная группа China Merchants создала и начала развивать в городе Шэньчжэнь передовую промышленную зону Шэкоу. Здесь зародились такие известные китайские компании, как China International Marine Containers (1980), China Merchants Bank (1987), Ping An Insurance (1988), China Merchants Port (1991) и многие другие.  
В 1984 году в Шэньчжэне была основана компания China Merchants Property Development, которая успешно развивала жилые проекты в городах Шэньчжэнь, Чжухай, Фошань, Гуанчжоу, Чжанчжоу, Шанхай, Сучжоу, Нанкин, Пекин, Тяньцзинь и Чунцин. В декабре 2015 года China Merchants Shekou Industrial Zone Holdings завершила поглощение China Merchants Property Development и вместо неё стала котироваться на Шэньчжэньской фондовой бирже.

## Акционеры
69,5 % акций China Merchants Shekou Industrial Zone Holdings принадлежит государственной SASAC, 1,69 % — Bosera Asset Management, 0,9 % — China Merchants Zhiyuan Capital Investment.

## Активы
Дочерняя компания China Merchants Land Limited котируется на Гонконгской фондовой бирже и развивает строительные проекты в городах Гуанчжоу, Фошань, Нанкин, Сиань и Сингапуре. Также China Merchants Shekou Industrial Zone Holdings контролирует компании в сфере недвижимости China Merchants Commercial Real Estate Investment Trust и Avic Sunda Holding.  

### Промышленные и научные парки
- Shekou Industrial Zone (Шэньчжэнь)
- Shekou Net Valley (Шэньчжэнь)
- TCL International E Park (Шэньчжэнь)
- NH Ecool (Шэньчжэнь)
- Qianhai—Shekou Free Trade Area (Гуанчжоу)
- Tsinghua Science Park (Гуанчжоу)
- Jinshan Valley (Гуанчжоу)
- CMSK International E Park (Нанкин)
- Jinshan Ecool (Чунцин)
- Zhongguancun Science and Technology Park (Пекин)
- Qingdao Net Valley (Циндао)
- Lavie Ecool (Циндао)
- China-Belarus Industrial Park (Смолевичский район)
- Djibouti International Free Trade Zone (Джибути)

### Выставочные и культурные центры
- Sea World Culture & Arts Center (Шэньчжэнь)
- Shenzhen World Exhibition & Convention Center (Шэньчжэнь)
- Design Society (Шэньчжэнь)

### Торгово-развлекательные центры
- Garden City (Шэньчжэнь)

### Транспортные объекты
- Shekou Cruise Center (Шэньчжэнь)
- Prince Bay Cruise Homeport (Шэньчжэнь)
- Zhanjiang International Cruise Terminal (Чжаньцзян)
- Xiamen International Cruise Homeport (Сямынь)
- Tianjin International Cruise Homeport (Тяньцзинь)

### Здравоохранение
- Сеть клиник по уходу за пожилыми людьми в Шэньчжэне, Гуанчжоу и Ханчжоу (совместное предприятие CMSK и французской группы Colisée)
- China Merchants Maillen Health Center (Шэньчжэнь)
- China Merchants Haitao Home of Health (Гуанчжоу)
- Сеть больниц в Индонезии (совместное предприятие CMSK и Lippo Medical Group)